# Хорремшехр
Хорремше́хр (перс. خرمشهر‎ — Xorramšahr, араб. المُحمرة‎ — al-Muḥammarah) — портовый город на реке Шатт-эль-Араб в Иране. Расположен в остане Хузестан на юго-западе страны, примерно в 10 км севернее Абадана. Население, по разным данным, составляет 338 922 чел. (2006 год) или 624 321 чел. (2005 год). В городе имеется судостроительная, нефтеперерабатывающая, кожевенная промышленность.

## История
В X веке буидский эмир Азуд ад-Доуле (936—983), приказал вырыть судоходный канал, соединивший реку Карун с Шатт-эль-Арабом. Канал, получивший имя Хафар, дожил до наших дней. А за старым руслом Каруна, которое несёт свои воды напрямую в Персидский залив, закрепилось название Бахманшир.
Город Мохаммера (современный Хорремшехр) был заложен в 1812 году, в устье Хафара, шейхом Юсуфом бин-Мардо Аль-Кааби (арабом из племени Бану-Кааб), чьи потомки правили как автономные правители вплоть до 1930-х годов. Город носил арабское название Мохаммера (Кут-аль-Мохамарра) вплоть до 1924 или 1925 года, когда шах Реза Пехлеви переименовал его в Хорремшехр.
В 1819 году шейх Юсуф бин-Мардо Аль-Кааби скончался. Ему наследовал шейх Джабир Аль-Кааби-хан бин-Мардо. По Эрзурумскому миру 1847 года, Османская империя передала Ирану город Абадан, а также права на Мохаммеру. 
В 1856 году Великобритания объявила войну Ирану. В ходе её англичане захватили порты Бушар и Мохаммера. Однако, продвижение британцев на Шираз было остановлено иранской армией в бою под Хушабом. А начавшееся в Индии восстание сипаев заставило Лондон поспешить с заключением мира, после чего английские войска в апреле 1857 г. покинули территорию Ирана. 
Шейх Джабир Аль-Кааби-хан бин-Мардо ушёл из жизни в 1881 году. Перед смертью он назвал преемником своего старшего сына — шейха Мазаль-хана ибн-Джабир-хана (чаще именуемого Муаз-ос-Султане). Его младший брат — шейх Хазаль-хан ибн-Джабир, чаще именуемый Сардар-и-Нишан-э-Агдаз — организовал заговор против брата Мазаля, убил его и захватил власть. В апреле 1898 года Хазаль был утверждён эмиром в Тегеране. В 1899 году Хазаль захватил близлежащий к Мохаммере город Ховейзу. Вплоть до начала XX века Хазаль исправно платил центральным властям налоги, с 1902 года он фактически контролировал все таможенные сборы в Арабистане (как тогда назывался Хузестан) и получил право самостоятельно назначать чиновников в провинциях своего эмирата. В начале XX века Хазаль установил контакты с британцами (укрепившими своё влияние в Кувейте), подписав с ними договор, признающий его эмиром. В 1908 году в окрестностях Мохаммеры были открыты большие запасы нефти. После образования в 1909 году Англо-персидской нефтяной компании, Хазаль стал в своей политике ещё больше ориентироваться на англичан и закупать у них винтовки, взамен позволив хозяйничать в его владениях и допустив к себе их советников, чему центральные персидские власти не могли воспрепятствовать; в итоге все месторождения нефти юго-запада Ирана оказались под контролем англичан.
К 1913 году Мохаммера сделалась предпоследней станцией одного из пароходных маршрутов РОПиТа, а конечной станцией была Басра.

В 1913—1914 гг. в Мохаммере работала международная комиссия по Турецко-персидскому разграничению. Комиссия была четырёхсторонней: русско-британско-турецко-персидской. Британским комиссаром был назначен дипломатический чиновник со славянской фамилией Вратислав, а его помощником — капитан Вильсон… 
По условиям Разграничительного акта, вся водная полоса нижнего течения Шатт-эль-Араба признана турецким владением, исключением некоторых островов и «Порта Мохаммеры», т. е. пространства воды вверх и вниз по реке у впадения в неё реки Карун (приблизительно на протяжении между островом Агават и пунктом Тувейиджат). Эта часть границы была быстро закончена путём двух выездов комиссии по реке, сперва на турецкой канонерке «Мармарис», а затем на маленьком персидском пароходике. Был намечен и пункт на левом берегу канала Хаййен (один из левых притоков Шатт-эль-Араба), откуда д. б. начаться сухопутная граница по безводной пустыне в тылу Мохаммеры.
 — писал русский комиссар, известный востоковед В. Ф. Минорский.
В 1914 году Хазаль активно поддержал Великобританию в Первой мировой войне против Османской империи; Хузестан служил для британцев одной из их баз в регионе, сформированные эмиром батальоны южно-персидских стрелков (South Persia Rifles) сражались против турок в составе британских дивизий. В конце Первой мировой войны Мохаммера была оккупирована турками. В 1917 г. турецкие контингенты покинули Мохаммеру — и несколько лет она вновь пребывала фактически независимым городом-государством. В 1920 году Хазаль ввёл собственный флаг.
К началу 1920-х годов британское присутствие в регионе начало ослабевать, чем воспользовались центральные власти Ирана. В ноябре 1923 года Хазаль формально достиг с ними соглашения о регулярной выплате налогов, — однако, в Тегеране в сентябре 1924 года он был официально объявлен изменником за его договор с британцами 1903 года. 19 апреля 1925 года, несмотря на уверения аль-Кааби принять любые условия, персидская армия вторглась в Арабистан и заняла его за несколько недель. Эта территория была официально переименована в Хузестан, эмир был заменён губернатором, а Хазаль аль-Кааби арестован и доставлен в Тегеран, где его заставили публично отречься от престола в пользу своего сына и осудить свой договор с британцами, а также все вассальные договоры, которые заключены с ними какими-либо другими мусульманскими правителями, после чего помещён под домашний арест в персидской столице, прожив под ним вместе с женой одиннадцать лет, до конца жизни. Губернатором Хорремшехра назначен Фадлалла-хан-Захиди.
В 1950—1973 гг. в Хорремшехре размещался штаб ВМФ Ирана в Персидском заливе.
В Хорремшехре происходит действие романа Жерара де Вилье «САС против ЦРУ» (SAS contre CIA, 1965).

### Ирано-иракская война
В сентябре 1980 года началась война между Ираком и Ираном. Хорремшехр как пограничный город в первые же дни войны оказался на осадном положении. Город защищали местные ополченцы и небольшое число солдат регулярной армии Ирана. Первые попытки иракских войск взять город были отбиты; иракские бронетанковые подразделения понесли большие потери в городских условиях. Хорремшехр стал местом долгих и упорных уличных боёв, получив название «Иранский Сталинград». Пересмотрев свою тактику и подготовив подразделения для боя в городе, иракскому командованию удалось занять город в конце октября, через месяц после начала осады. Хорремшехр стал единственным крупным иранским городом, захваченным Ираком в ходе этой войны. Во время боёв город был сильно разрушен. 
Весной 1982 года Иран провёл серию наступательных операций под общим названием «Иерусалим», нанеся ряд поражений иракским войскам. 24 мая 1982 года Хорремшехр был освобождён, что стало одним из крупнейших военных успехов Ирана в ходе ирано-иракской войны. В плен было захвачено большое количество иракских солдат, причём более 2000 из них были казнены.